# Кайл Кінан
Кайл Крістіан Кінан (англ. Kyle Christian Kinane, народився 23 грудня 1976) — американський стендап-комік, актор і актор озвучування з Еддісона, штат Іллінойс.

## Кар'єра
Перший телевізійний виступ Кінана відбувся у серіалі "Няня" в ролі "молодого Роджера Клінтона".
Його дебютний альбом Death of the Party, записаний у театрі Upright Citizens Brigade Theatre у Лос-Анджелесі та випущений у 2010 році на AST Records, отримав схвалення критиків. Кінана було включено до списку "Десять коміків, за якими варто стежити у 2010 році" за версією Variety.
Кінане має давні стосунки з кабельним каналом Comedy Central, в тому числі виступає в якості голосу для їхніх ефірних оголошень з 2011 р. Його перший півгодинний спеціальний випуск Comedy Central Presents вийшов 25 лютого 2011 року. Інші програми Comedy Central, в яких він з'являвся, включають П'яна історія (на якій він переповів історію справи Хеймаркет, будучи п'яним), ігрове шоу @midnight, яке він виграв сім разів, та анімаційний серіал 2014 року TripTank.  

## Дискографія
| Рік  | Альбом                       |
| ---- | ---------------------------- |
| 2010 | Death of the Party           |
| 2012 | Whiskey Icarus               |
| 2015 | I Liked His Old Stuff Better |
| 2016 | Loose in Chicago             |
| 2020 | Trampoline in a Ditch        |

## Фільмографія

### Кіно
| Рік  | Назва                          | Роль                        | Примітки    |
| ---- | ------------------------------ | --------------------------- | ----------- |
| 2009 | Funny People                   | Paparazzi at Medical Center |             |
| 2011 | Cheerleader Massacre 2         | Jimmy                       | Пряме відео |
| 2013 | Epic                           | Biker Dude                  | Голос       |
| 2015 | Hell and Back                  | Kyle the Demon              | Голос       |
| 2017 | Random Tropical Paradise       | Kenny Crandall              |             |
| 2017 | Izzy Gets the F*ck Across Town | Rabbit                      |             |
| 2017 | The House                      | Garvey                      |             |

### ТВ
| Рік       | Назва                   | Роль                                        | Примітки                                                      |
| --------- | ----------------------- | ------------------------------------------- | ------------------------------------------------------------- |
| 2009      | The Legend of Neil      | Chief Elf Cop                               | Епізод: "Death in Store"                                      |
| 2011      | Workaholics             | Sewer Dwayne                                | Епізод: "Karl's Wedding"                                      |
| 2012      | The Life & Times of Tim | The Shadow                                  | Епізод: "Pudding Boy/The Celebrity Who Shall Remain Nameless" |
| 2012      | Aqua Teen Hunger Force  | Dr. Balthazar / Doctor                      | 2 епізоди                                                     |
| 2012      | Bob's Burgers           | Rat Daddy                                   | Епізод: "Ear-Sy Rider"                                        |
| 2012–2013 | Regular Show            | Doorman / Club Manager #2 / Club Manager #5 | 2 епізоди                                                     |
| 2013      | Those Who Can't         | Rod Knorr                                   | Television film                                               |
| 2013      | Comedy Bang! Bang!      | Lenny Spruce                                | Епізод: "Andy Dick Wears a Black Suit Jacket & Skinny Tie"    |
| 2014–2016 | TripTank                | Various roles                               | 7 епізодів                                                    |
| 2015      | Clinical Trials         | Kyle Walsh                                  | 4 епізоди                                                     |
| 2015      | Lucas Bros. Moving Co.  | Fred Durst                                  | Епізод: "Nutopia"                                             |
| 2015      | Adventure Time          | Cloud Dance / Cloud Dancer                  | 3 епізоди                                                     |
| 2016      | Idiotsitter             | Pony                                        | Епізод: "Mother's Day"                                        |
| 2016      | Love                    | Eric                                        | 2 епізоди                                                     |
| 2016–2017 | Right Now Kapow         | Ice Cream                                   | 26 серій                                                      |
| 2016–2019 | Those Who Can't         | Rod Knorr                                   | 17 серій                                                      |
| 2018      | Teachers                | Ned Coop                                    | Епізод: "Hot Deadly Dad"                                      |
| 2018–2021 | Paradise PD             | Bullet                                      | 30 серій                                                      |